# Liste des accidents ferroviaires en France en 1917
Pour des articles plus généraux, voir Liste des accidents ferroviaires en France, Liste des accidents ferroviaires en France au XXe siècle et Liste des accidents ferroviaires en France dans les années 1910.
La liste des accidents ferroviaires en France en 1917, est une liste non exhaustive, chronologique.

## Janvier
- 17 janvier 1917 - Vers 11 heures 20, sur la ligne de Grande Ceinture, un train transportant plus de 1600 permissionnaires anglais allant du Havre à Marseille vient de s'arrêter en gare de Massy-Palaiseau lorsque ses dernières voitures, perdues quelque temps auparavant dans une légère rampe à la suite d'une rupture d'attelage, le percutent après avoir passé le sommet et repris de la vitesse dans la pente suivante. Deux voitures sont disloquées. On en tirera quatorze morts et une quarantaine de blessés. Les causes de l'accident seront jugées fortuites après enquête[1].
- 26 janvier 1917 - Sur la ligne de Bourges à Montluçon, près de la gare de Châteauneuf-sur-Cher, vers 2 heures, un train de ballast est percuté par le train de voyageurs Montluçon-Paris, dont la locomotive et dix voitures déraillent. De trois d'entre elles, complètement disloquées, on tirera onze morts et cinquante-huit blessés[2], dont deux décèderont par la suite[3].
- 29 janvier 1917 - En gare de Sens (Yonne), vers 5 heures 30, collision entre un train de ravitaillement et un train de marchandises. Une des locomotives déraille et éventre la lampisterie, qui prend feu et communique l'incendie à d'autres bâtiments de la gare. Le mécanicien, le chauffeur et un lampiste sont tués[4].

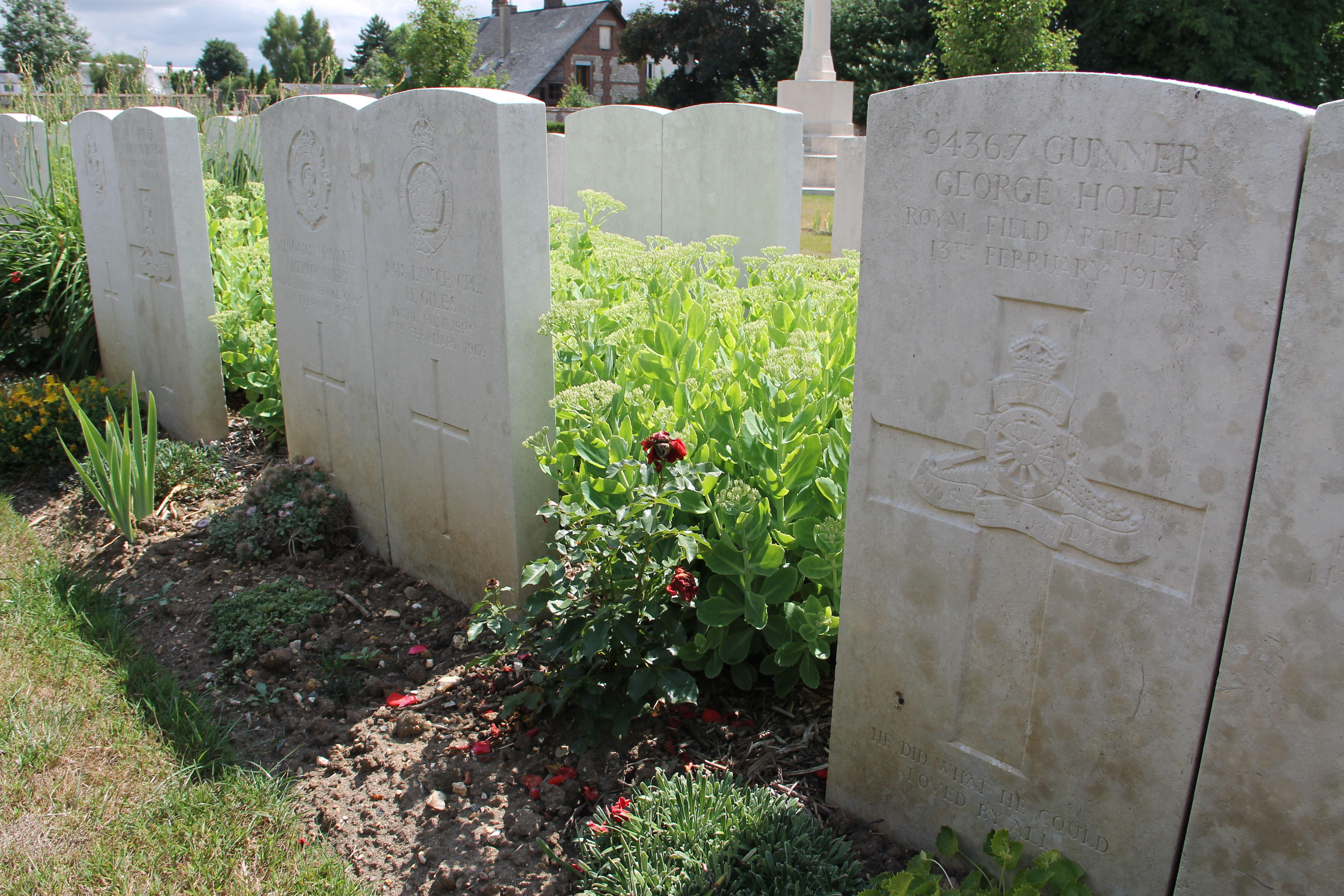
Tombes des victimes dans le cimetière de Bois-Guillaume (Seine-Maritime)

## Février
- 13 février 1917 - À 4 kilomètres de Serqueux, au lieudit Bois de l'Épinay à Roncherolles-en-Bray, sur la Ligne d'Amiens à Rouen, vers 21 heures, un train bondé de plus de 1100 permissionnaires anglais parti du Havre à 6 heures 30, percute une rame de trois wagons d'un train de ravitaillement, lui aussi anglais, en dérive à la suite d'une rupture d'attelage. Dans le choc, cinq voitures anciennes en bois situées au milieu du convoi sont entièrement écrasées. Censure militaire oblige, les quotidiens nationaux ne feront que très vaguement allusion à l'accident[5]. Du recoupement de leurs brèves informations, et de celles du Journal de Rouen on peut cependant déduire que la collision a fait plusieurs dizaines de morts et blessés[6], en tous cas en nombre suffisant pour que des obsèques officielles soient organisées le 16 février près de Rouen pour les personnes tuées, dont vingt-six furent inhumées à Bois-Guillaume[7].
- 14 février 1917 - Sur la ligne de Troyes à Brienne-le-Château, en gare de Piney, vers 1 heure, la collision entre un express venant de Vitry-le-François et un train en partance pour Saint-Dizier fait deux morts et trente-deux blessés[8].

## Avril
- 10 avril 1917 - Sur le réseau des Voies ferrées des Landes, à Lit-et-Mixe, un train de bucherons mobilisés accroche un arbre et déraille. On compte un mort et neuf blessés[9].

## Mai
- 28 mai 1917 - En gare de Villars, sur la ligne Saint-Étienne-Paris, vers 22 heures 30, l'express pour Paris percute un train de marchandises dont trois wagons sont disloqués et s'embrasent. L'accident fait deux morts et trois blessés[10].

## Juillet
- 16 juillet 1917 - Sur la ligne de Marseille à Vintimille, près de Bandol, à 7 heures, une rame de voitures détachées d'un train de voyageurs après une rupture d'attelage est percutés par le convoi de marchandises qui suivait. La collision fera deux morts et plusieurs blessés[11].
- 26 juillet 1917 - Sur la ligne de Murat à Aurillac entre Thiézac et Le Lioran - Collision frontale entre deux convois de marchandises - quatorze morts sur les quinze employés de la compagnie (le nombre élevé de décès est principalement dû au fait que certains wagons étaient freinés manuellement par des "garde-freins" juchés dans des guérites sur certains wagons).

## Août
- 9 août 1917 - À Paris, vers 18 heures 10, un train quittant la gare d'Orsay pour Juvisy est pris en écharpe, au moment où il s'engage sur la voie principale, par une rame vide de vingt voitures en cours de mise à quai pour assurer l'express de Toulouse partant une heure plus tard. Malgré la faible vitesse des deux convois lors de la collision, sous l'effet du poids du train tamponneur, les premières voitures du train de banlieue se disloquent contre la voûte du tunnel menant à la gare d'Austerlitz. L'accident fera trois morts et quatorze blessés, parmi lesquels les trois employées du wagon-restaurant pour Toulouse, renversées par le choc dans leur cuisine[12].
- 17 août 1917 - À 16 heures, en gare du Teil, un train de marchandises venant de la ligne d'Alès, en dérive dans la forte pente, percute un train de voyageurs en partance pour Nîmes. Dans les deux convois, sept cheminots sont tués, et deux sont blessés[13].
- 21 août 1917 - Sur la ligne du Tramway de Grenoble à Chapareillan, un convoi mixte déraille au Touvet. Une voyageuse est tuée, trois personnes dont un enfant sont blessées[14].

## Septembre
- 20 septembre 1917 - À 8 heures 30, sur la Ligne du Martinet à Beaucaire, près d'Uzès, un autobus allant d'Uzès à Nîmes est broyé sur un passage à niveau par un train se dirigeant vers Tarascon. Dans le choc, huit personnes sont tuées et dix grièvement blessées[15].

## Octobre
- 3 octobre 1917 - À Rouen, à la sortie du viaduc d'Eauplet, après avoir heurté une pièce de bois tombée d'un train de marchandises, la locomotive d'un train de voyageurs se dirigeant vers la gare de Rouen-Saint-Sever déraille. Emportées par l'élan du convoi, les voitures qui la suivent viennent s'y encastrer. On dénombrera trois morts et deux blessés graves[16].
- 29 octobre 1917 - Sur le réseau des tramways de la Dordogne, un convoi de la ligne à voie métrique de Thiviers à Saint-Yrieix-la-Perche s'emballe dans une descente et déraille avant un pont près du hameau de Château. On dénombrera trois morts et quarante blessés[17].

## Novembre
- 1er novembre 1917 - Sur la ligne du tramway Pierrefitte-Cauterets-Luz[18], un convoi de charbon vers Luz-Saint-Sauveur déraille. La motrice s'écrase contre un rocher. Le chef de train est tué sur le coup, le wattman décèdera quelques jours plus tard, deux autres personnes sont blessées[19].

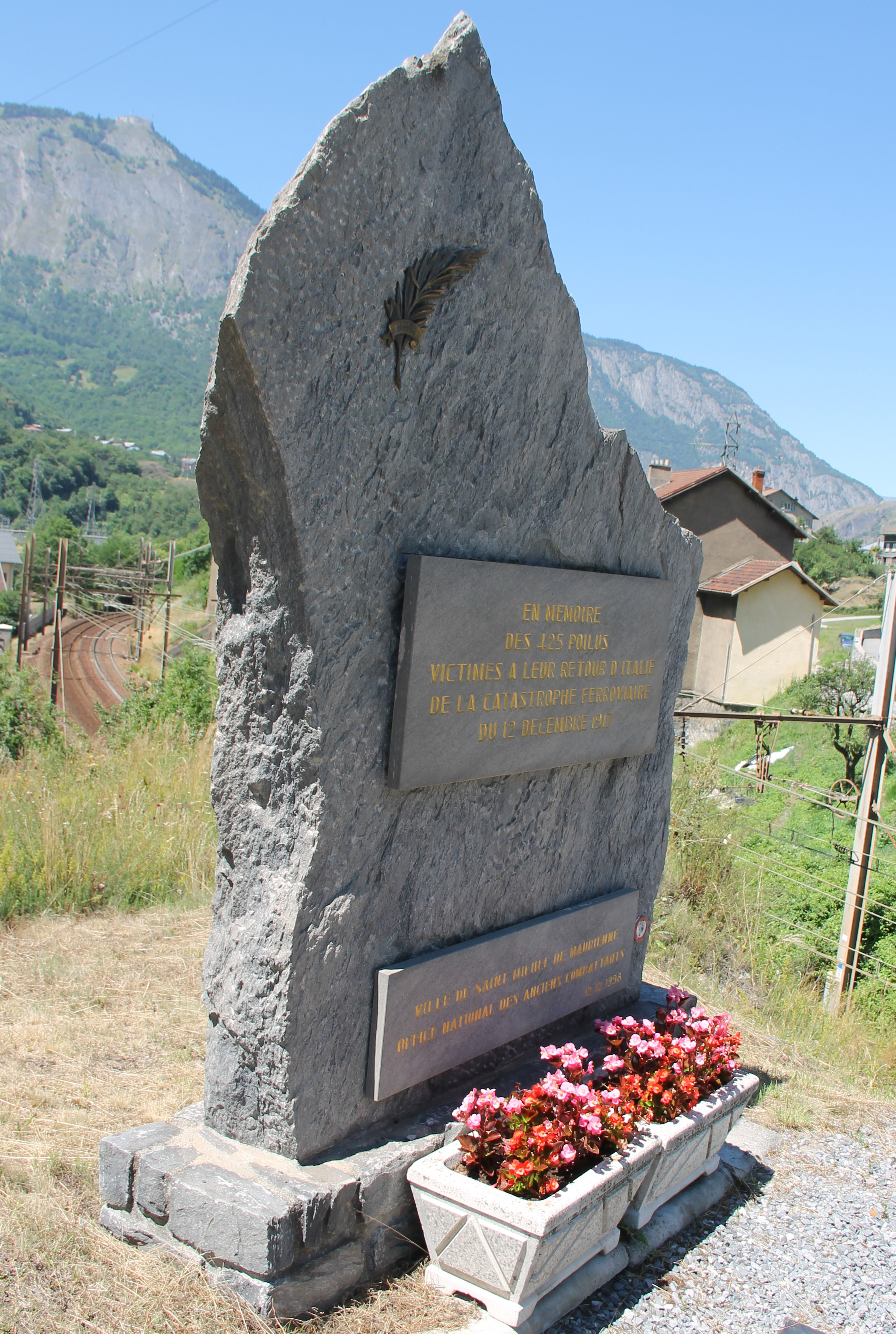
Stèle érigée près du lieu de la catastrophe de Saint-Michel-de-Maurienne.

## Décembre
- 12 décembre 1917 - Saint-Michel-de-Maurienne : déraillement d’un convoi ferroviaire de soldats rapatriés du front italien. Le convoi est composé d'un fourgon de tête et de queue, quinze voitures à bogies, deux voitures à essieux. À l’époque, le système de freinage pneumatique continu Westinghouse équipait déjà les locomotives et les voitures à voyageurs mais il n’était pas encore complètement au point. Notamment, il était d’un usage difficile pour ralentir les trains dans les longues descentes. Lors de la formation du train à Modane, il a été décidé de n’établir le frein continu que sur les trois premiers véhicules et de freiner le reste du train comme un train de marchandises en faisant monter, en plus du chef de train et du conducteur d’arrière, cinq serre-freins chargés d’actionner les freins à main des voitures. Bien que théoriquement suffisantes, ces dispositions n’ont pas permis de maîtriser la vitesse du train dans la pente de 30 ‰ entre Modane et Saint-Michel-de-Maurienne. Le train prit de la vitesse et finalement dérailla juste avant la gare de Saint-Michel-de-Maurienne. La censure quasi totale de l'évènement, imposée par les autorités du fait de la guerre en cours[20], a fait qu'un bilan fiable de 435 morts n'a été établi que 90 ans après l'événement avec l'ouverture des archives. Il s'agit de l'accident de train le plus meurtrier jamais survenu en France.

- 24 décembre 1917 - À Neuilly, vers 6 heures, sur la ligne de tramway électrique allant à Suresnes par le Val-d'Or, un convoi en panne est percuté dans le brouillard par le suivant. Dans le choc, la motrice du train tamponneur et la baladeuse de queue du train tamponné sont disloquées. On en tirera deux morts et une vingtaine de blessés[21].
- 28 décembre 1917 - À l'entrée de la gare de Bar-le-Duc, vers 22 heures, un train arrêté à un signal fermé est percuté par le suivant. L'accident fait deux morts et un nombre indéterminé de blessés[22].